# Bauhinia goyazensis
Bauhinia goyazensis är en ärtväxtart som beskrevs av Hermann August Theodor Harms. Bauhinia goyazensis ingår i släktet Bauhinia och familjen ärtväxter. Inga underarter finns listade i Catalogue of Life.